# Poena
În mitologia romană, Poena (sau Poine) reprezintă spiritul de pedeapsă și cea care o însoțește pe Nemesis, zeița răzbunării divine, în aplicarea pedepselor. Cuvântul latin poena, însemnând durere, pedeapsă, sancțiune, a dat naștere mai multor cuvinte, cum ar fi penal sau penibil, cu sensul "care cauzează durere". Cuvântul original provine din limba greacă veche: ποινή (poinḗ), având de asemenea sensul de pedeapsă.